# Kazuki Sawada
Kazuki Sawada (født 5. juni 1982) er en tidligere japansk fodboldspiller.
Han har spillet for flere forskellige klubber i sin karriere, herunder Mito HollyHock.